# 이중화법
이중화법, 더블스피크(doublespeak)는 단어의 의미를 고의적으로 모호하게 하고, 위장하고, 왜곡하거나 반전시키는 언어이다. 이중화법은 완곡한 표현(예: 해고의 경우 "규모 축소")의 형태를 취할 수 있으며, 이 경우 주로 진실을 더 듣기 좋게 만들기 위한 의미이다. 또한 언어의 의도적인 중의성이나 실제 의미의 반전을 의미할 수도 있다. 그러한 경우, 이중화법은 진실의 본질을 위장한다.
이중화법은 정치적 언어와 가장 밀접하게 연관되어 있다.

## 같이 보기
- 대안적 사실
- 변말
- 인지부조화
- 이중구속
- 완곡어법
- 몽매주의